# Alfred Micholitsch
Alfred Micholitsch (* 14. November 1921 in Wien; † 5. Februar 2019) war ein österreichischer Ministerialbeamter. Er war bis 1986 Pressechef des österreichischen Bundesministeriums für Verkehr.

## Leben
1968 war Alfred Micholitsch Leiter der Abteilung 3 (Presse und Bibliothek) und mindestens von 1977 bis 1984 war er Leiter der Abteilung 4 (Darstellung verkehrspolitischer Aussagen der Ressortleitung etc.) der Präsidialsektion im Bundesministerium für Verkehr.
Er war langjähriges Vorstandsmitglied, Vorsitzender, Ehrenpräsident, Vordenker, Mahner und Diplomat im Niederösterreichischen Naturschutzbund.
Alfred Micholitsch trug den akademischen Grad Dr. jur. sowie den Amtstitel Ministerialrat.

## Publikationen
- Licht und Kraft für Österreich: 2 Jahre Neuaufbau der Energiewirtschaft, E. R. P. - Mission für Österreich, Bundesministerium für Energiewirtschaft und Elektrifizierung (Hrsg. und Verlag), Wien 1949.
- Bericht 1960–1965, Bundesministerium für Verkehr und Elektrizitätswirtschaft (Hrsg. und Verlag), Wien 1965.
- Zug um Zug, Bastei-Verlag, Wien 1967.

## Auszeichnungen
- Großes Silbernes Ehrenzeichen für Verdienste um die Republik Österreich[4]